# Ноканор
Ноканор (англ. Knockanore; ирл. Cnoc an Óir, «холм осени/золота») — деревня в Ирландии, находится в графстве Уотерфорд (провинция Манстер) в пятнадцати километрах от Йола.